# Ardaryk

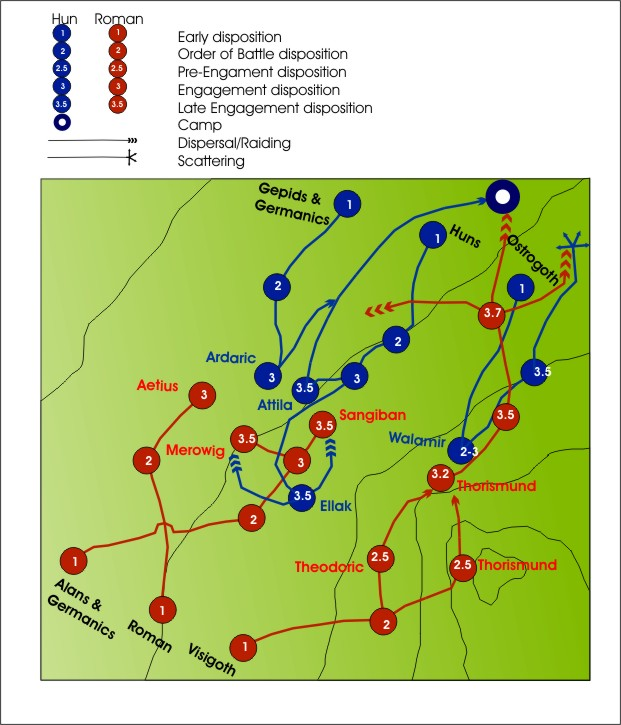
Przebieg bitwy na Polach Katalaunijskich, 451 r.

Ardaryk (łac. Ardaricus) – król Gepidów, grupy dawnych plemion germańskich, blisko spokrewnionej z Gotami. Jeden z dowodzących w bitwie na Polach Katalaunijskich po stronie Hunów. 
Od IV do połowy V wieku Gepidzi znajdowali się pod zwierzchnictwem Hunów, których władcą był wówczas Attyla. Ardaryk był jego bliskim doradcą. W 451 r., w bitwie na Polach Katalaunijskich Ardaryk stanął na czele swojego ludu po stronie Hunów  walczących z cesarstwem zachodniorzymskim.  
Wojskami rzymskimi dowodził Flawiusz Aecjusz, wspierany przez Wizygotów, pod wodzą króla Teodoryka oraz Franków salickich (Saliów), Burgundów, Sasów, część Alanów. Wojskami Hunów dowodził Attyla, wspierany przez oddziały Gepidów pod wodzą Ardaryka, Ostrogotów, Alanów, Skirów, Rugiów, Burgundów i Turyngów. Bitwa była bardzo zacięta i krwawa. Po klęsce pozwolił Hunom wycofać się.
Po śmierci Attyli władza uległa podziałowi pomiędzy jego synów, co osłabiło Hunów. Ardaryk stanął na czele buntu koalicji różnych plemion germańskich przeciwko Hunom. Pokonał ich w bitwie nad rzeką Nedao w 454 r., podczas której zginął m.in. najstarszy syn, a zarazem następca Attyli – Ellak. Klęska ta przyczyniła się do upadku wpływów i terroru Hunów w Europie. W rezultacie zwycięskiej bitwy Ardaryk przeniósł się z Gepidami do Siedmiogrodu i założył swoje państwo na wschód od rzeki Cisy, nad środkowym Dunajem (Panonia), terenach dzisiejszych Węgier wschodnich oraz Rumunii zachodniej. Zwycięstwo Ardaryka przyczyniło się do znacznych zmian geopolitycznych w regionie.